# وحيدات الخلية التلية
وحيدات الخلية التلية (الاسم العلمي: Collimonas) هي جنس من البكتيريا، سلبية الغرام، تتبع فصيلة جرثوميات حامضية.